# صنم پاشا
صنم پاشا (زادهٔ ۲۵ تیر ماه ۱۳۵۷) آهنگساز، خواننده، ترانه‌نویس و مُدرسِ آواز در سبک‌های راک و متال است. از کودکی با کمک مادرش با ردیف موسیقی ایرانی آشنا شد و سپس پیانو کلاسیک، آواز و سلفژ را نیز فراگرفت. او همچنین مدارک تخصصی آهنگ سازی و وکال را از دانشگاه برکلی به صورت مجازی کسب کرده‌است. او پس از سال‌ها سابقهٔ حضور در گروه‌های مختلف ایرانی و خارجی به عنوان وکالیست، آهنگساز و ترانه‌نویس، در سال ۱۳۹۲ گروه راک صنم پاشا اولین گروه راک بانوان ایران را تشکیل داد.

## فعالیت هنری
صنم پاشا تجربهٔ آهنگسازی برای فیلمها و انیمیشنها و تئاترهای زیادی را در کارنامهٔ خود دارد که به گفتهٔ او به دلیل محدودیت‌هایی که برای بانوان در زمینهٔ موسیقی وجود داشته وی به این فعالیت در سال‌های اخیر بیشتر پرداخته‌است اما در نهایت در سال ۱۳۹۲، او اولین گروه راک بانوان ایران را تحت عنوان گروه راک صنم پاشا تشکیل داد. این گروه برای اولین بار در فرهنگسرای نیاوران در تاریخ سوم شهریور ماه سال ۱۳۹۷ به روی صحنه رفت. این اجرا با وجود محدودیت جنسیتی ای که فقط اجازهٔ خرید بلیط به بانوان داده شده بود، با استقبال خوبی رو به رو شد و ظرف دو روز تمامی بلیط‌های آن به فروش رفت.

### خوانندگی
- خواننده و ترانه‌سرا آلبوم Built On Blood[۷] سال ۲۰۲۲ 5grs[۸] لیبل متال ایست رکوردز[۹]
- بک وکال برای فیلم سینمایی لالاکن ۲۰۲۱[۱۰]
- بک وکال روزهای خوب این جهان[۱۱] با گروه بادزنگ[۱۲]
- بک وکالیست آلبوم هزار هیچ[۱۳] حامد بهداد ۲۰۲۱ لیبل زنگ رکورد[۱۴]
- خوانندگی و ملودی وکال برای تک آهنگ شب و روز[۱۵] - شعر فروغ فرخزاد ۲۰۲۰
- خوانندگی و آهنگسازی تک آهنگ خاکستری ۲۰۲۰[۱۶]
- خوانندگی آلبوم از اصفهان تا اصفهان با فرزین طهرانیان ۲۰۱۵[۱۷]
- خوانندگی آلبوم lets crush سال ۲۰۱۱[۱۸]
- خوانندگی آلبوم Access denied سال ۲۰۰۸[۱۹]

### موسیقی فیلم، تئاتر و انیمیشن
- آهنگسازی برای انیمیشن «فرق من و بچه قورباغه چیه» به کارگردانی احسان نصری ۲۰۱۷[۲۰]
- آهنگسازی برای تئاتر “ آری یا نه “ به کارگردانی مجید رحمتی ۲۰۱۷[۲۱]
- آهنگسازی برای تئاتر موزیکال “زندگی برای زندگی “ به کارگردانی رضا بهرامی ۲۰۱۶[۲۲]
- آهنگسازی برای دو تابلو از نمایش آستانه به کارگردانی اله مونسی ۲۰۱۶[۲۳]
- آهنگسازی برای رپرتوار ۷ نمایشنامه به کارگردانی روح‌الله جعفری ۲۰۱۵[۲۴] (۱-باغ آلبالو ۲-شازده کوچولو ۳-آنتیگونه ۴-عروسی خون ۵-مکبث ۶- آخرین گودو ۷-عنکبوتی در زخم)
- آهنگسازی برای فیلم مستند پدر بزرگ انیمیشن ایران[۲۵] ۲۰۱۱
- آهنگسازی برای فیلم کوتاه سنگباران به کارگردانی سمیرا سینایی[۲۶]
- آهنگسازی تیتراژ فیلم شبی در تهران ۲۰۰۷
- آهنگسازی تئاتر چاه آخشیج به کارگردانی مهراو نوری
- آهنگسازی تئاتر “پیانو “ در تالار مولوی ۲۰۰۴
- آهنگسازی رپرتوار نمایشنامه‌خوانی گروه تئاتر گیتی 2019[۲۷]

### فستیوال‌های خارجی
در سال ۲۰۱۶ صنم پاشا به همراه گروه موسیقی آرته در فستیوال موسیقی قفقاز شرکت کرد.

## گروه راک بانوان صنم پاشا
گروه راک بانوان صنم پاشا اولین گروه راک با اعضای بانوان در ایران است که اولین اجرای خود را در فرهنگسرای نیاوران در شهریور ۱۳۹۷ به روی صحنه بردند. در این اجرا اعضای اصلی گروه، صنم پاشا (خواننده اصلی، آهنگساز و ترانه‌نویس)، بیتا صادقی (گیتار الکتریک)، ریماحسن زاده (گیتار بیس)، آرمینا جعفری (درامز) به همراه اعضای مهمان فروغ فضلی (کیبورد)، آوا و نوا حسینی (همخوان) به روی صحنه رفتند.

## تدریس
صنم پاشا مربی آواز و صداسازی در سبک‌های مختلف بلوز، راک و متال است.